# St James's Street

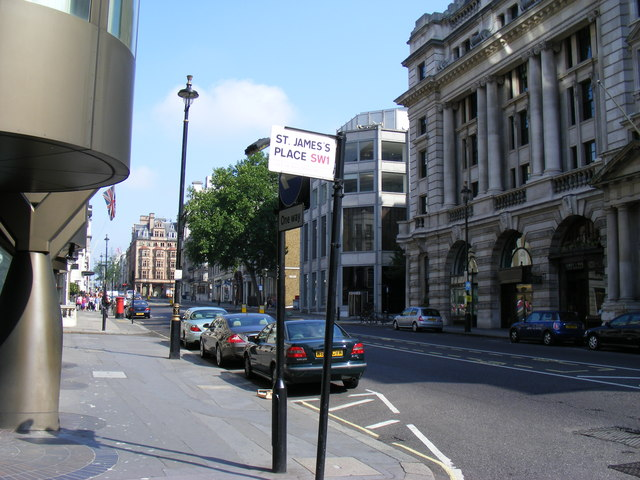
St James's Street.

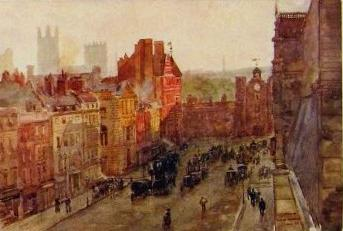
St James's Street y el Palacio de St. James, cromolitografía, en torno a 1890.

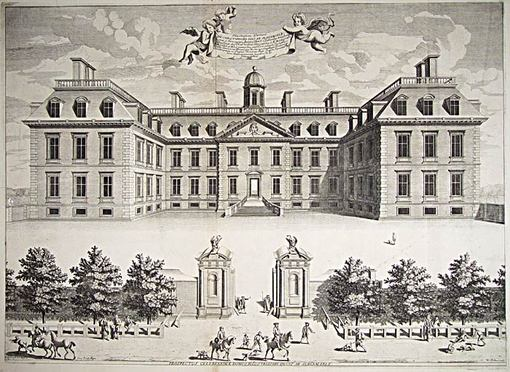
Vista de Clarendon House, actualmente demolida, que se encontraba en St James's Street.

St James's Street es la calle principal del barrio de St James's de Londres, Reino Unido. Discurre cuesta abajo desde Piccadilly hacia el Palacio de St. James y Pall Mall. La puerta principal del palacio homónimo está en el extremo sur de la calle, y en el siglo xvii Clarendon House se encontraba en la prolongación de la calle al otro lado de Piccadilly, actualmente llamada Albemarle Street.

## Historia
St James's Street se urbanizó sin un plan general pero recibió un impulso con la construcción de St. James Square, planificada por Lord St Albans, con armoniosas casas solariegas. En la actualidad, St James's Street contiene varios de los clubs de caballeros más conocidos de Londres, como Boodle's, Brooks's, el Carlton Club y White's, algunas tiendas exclusivas y varias oficinas. Una serie de pequeñas calles laterales en su lado oeste conducen a algunas propiedades muy caras con vistas de Green Park, incluidas Spencer House y la Royal Over-Seas League al final de Park Place.
Se conservan dos yards del siglo xviii detrás de las fachadas nobles y los órdenes gigantes de columnas o pilastras de la calle. Uno de ellos es Blue Ball Yard, con establos construidos en 1742, y el otro es Pickering Place, con cuatro casas de ladrillo georgianas de 1731. Jermyn Street, conocida por sus sastres de caballeros y tiendas asociadas, sale de St James's Street hacia el este. La estación de metro más cercana es Green Park al oeste en Piccadilly.

## En la cultura popular
St. James's Street es mencionada en el poema Bustopher Jones: The Cat About Town, incluido en El libro de los gatos habilidosos del viejo Possum de T.S. Eliot, donde Bustopher Jones, una parodia de un caballero eduardiano ocioso, es descrito como «el gato de St. James's Street». St. James's Street apareció posteriormente como la ubicación de la sede ficticia del Kingsman Secret Service en la película de 2017 Kingsman: The Golden Circle.